# Liệu pháp ý nghĩa
Liệu pháp ý nghĩa là liệu pháp tâm lý được phát triển bởi nhà thần kinh và tâm thần học người Áo Viktor Frankl [Will: ý chí hay ý muốn]. Nó được xem là "Trường phái Tâm lý Liệu pháp Thứ ba của thành Viên", sau Phân tâm học của Freud Psychoanalysis hay Freudian – dù Freudian mang ý nghĩa rộng hơn] và Tâm lý học cá nhân của Adler [Individual Psy]. Liệu pháp ý nghĩa dựa trên sự phân tích hiện sinh, chú trọng vào Ý muốn về ý nghĩa của Kierkegaard, đối lập với học thuyết thiên về Ý muốn Quyền lực (The Will to Power - Nietzsche) của Adler và Ý muốn Khoái lạc (Will to Pleasure) của Freud. Thay vì chú ý tới ý muốn quyền lực hay khoái lạc, liệu pháp ý nghĩa được xây dựng dựa trên niềm tin rằng điều chính yếu nhất trong cuộc sống của chúng ta là nỗ lực đi tìm ý nghĩa sống, đó là động lực và thôi thúc mạnh mẽ nhất trong tồn tại Người. Hệ thống liệu pháp này được dẫn nhập ngắn gọn trong cuốn sách nổi tiếng nhất của Viktor Frankl, "Cuộc kiếm tìm Ý nghĩa của Con người" [Man’s searching for Meaning – đã được dịch sang tiếng Việt với tựa đề "Đi tìm lẽ sống"], trong đó ông tóm lược lại làm thế nào những lý thuyết của ông đã giúp ông sống sót sau trận Holocaust (chiến dịch giết hại người Do Thái của Đức quốc xã, khoảng 6 triệu người Do Thái đã thiệt mạng trong thảm họa diệt chủng này) và trải nghiệm đó đã phát triển và củng cố lý thuyết của ông ra sao.

## Nguyên tắc cơ bản
Khái niệm Liệu pháp ý nghĩa Logotherapy được tạo ra bởi từ gốc Hy Lạp là Logos (nghĩa là "ý nghĩa" – các bạn có thể tham khảo thêm cách giải thích lại từ Logos của Martin Heidegger, sẽ thấy rất liên quan tới Lacanian). Khái niệm của Frankl dựa trên tiền đề là nguồn động lực chính yếu của mỗi người là đi kiếm tìm ý nghĩa trong đời sống (Đây vốn là dòng Tâm lý hiện sinh, các bạn sinh viên tâm lý nên tham khảo những triết gia thuộc dòng Hiện sinh để hiểu rõ hơn Frankl, như: Nietzsche, Kierkegaard, Heidegger, Albert Camus...Và đọc thêm Rollo May – một nhà tâm lý cũng theo phương pháp phân tích hiện sinh). Những điểm được liệt kê dưới đây trình bày những nguyên tắc cơ bản của liệu pháp này:
1. Cuộc sống là có ý nghĩa trong mọi trường hợp, ngay cả trong những cảnh khốn khổ đọa đày nhất.
2. Động lực sống chính của chúng ta là ý muốn đi tìm kiếm ý nghĩa trong cuộc sống.
3. Chúng ta có sự tự do trong việc đi tìm ý nghĩa trong những gì chúng ta làm, những gì chúng ta trải nghiệm hay ít nhất là trong vị thế chúng ta chọn khi đối diện với một tình huống khổ đau không thể thay đổi được.

Tinh thần con người được nói tới trong nhiều mệnh đề của liệu pháp ý nghĩa, nhưng ý nghĩa của thuật ngữ tinh thần ở đây không mang tính "tâm linh" hay "tôn giáo". Trong quan điểm của Frankl, tinh thần là ý chí của tồn tại người. Bởi vậy nó nhấn mạnh đến sự tìm kiếm ý nghĩa, không nhất thiết là tìm kiếm Chúa hay bất cứ thực thể siêu nhiên nào. Frankl cũng lưu ý những rào cản đối với nỗi băn khoăn về lẽ sống của con người. Ông cảnh báo về sự "… giàu có sung sướng, về chủ nghĩa khoái lạc, và về chủ nghĩa duy vật…" trong tiến trình kiếm tìm lẽ sống.